# نشان سنت اولاف
نشان سنت اولاف (نروژی: Den Kongelige Norske Sankt Olavs Orden) یک نشان افتخار است که در نروژ در سال ۱۸۴۷ بنیان‌گذاری شد.